# عيون أم الربيع

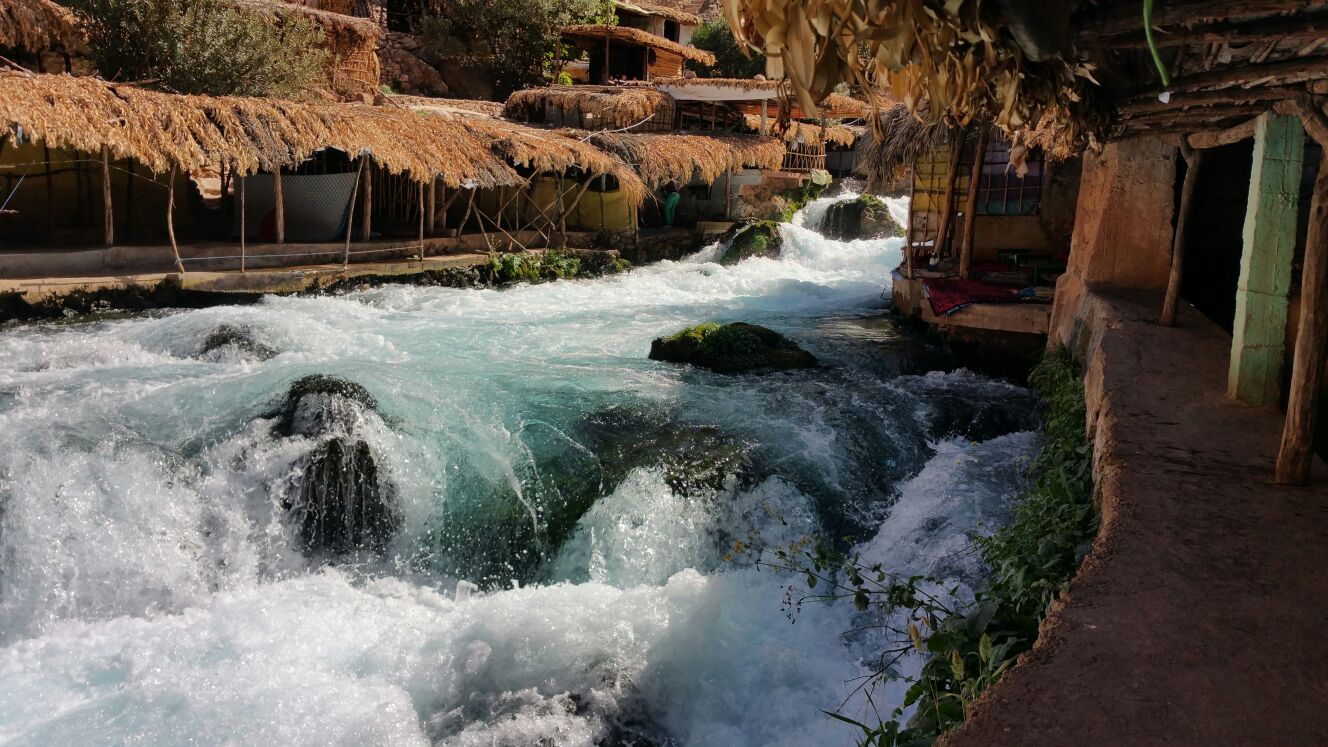
عيون أم الربيع

عُيُونُ أُمِّ الرَبيعِ أو مَنابِعُ أُمِّ الربيع منطقة طبيعية في المغرب. تقع بجهة بني ملال خنيفرة، إقليم خنيفرة، جماعة أم الربيع، بين مدينة أزرو ومدينة خنيفرة بالأطلس المتوسط، وهي عبارة عن مجموعة من المنابع المائية قوية الصبيب المتجمعة على مساحة محدودة، وعددها 47 عينا، 40 منها عذبة، و7 عيون مالحة، بالإضافة إلا توفر المنطقة على شلال ذو مياه مالحة، لديه جذب سياحي كبير، تتكون أسفله بحيرة صغيرة مالحة. كما تعد هذه المنطقة المنبع الرئيسي لنهر أم الربيع، ثاني أكبر نهر في المغرب، الذي يقع مصبه بمدينة أزمور على المحيط الأطلسي. بالإضافة إلى كل هذا، يضم هذا الموقع مغارة، تجري أسفلها المياه، تم تجيهزها لكي تستثمر سياحيا، ويبلغ ارتفاع هذه المنطقة حوالي 1300 متر على مستوى سطح البحر، وتعرف تساقطات ثلجية مهمة خلال فصل الشتاء.

## الموقع

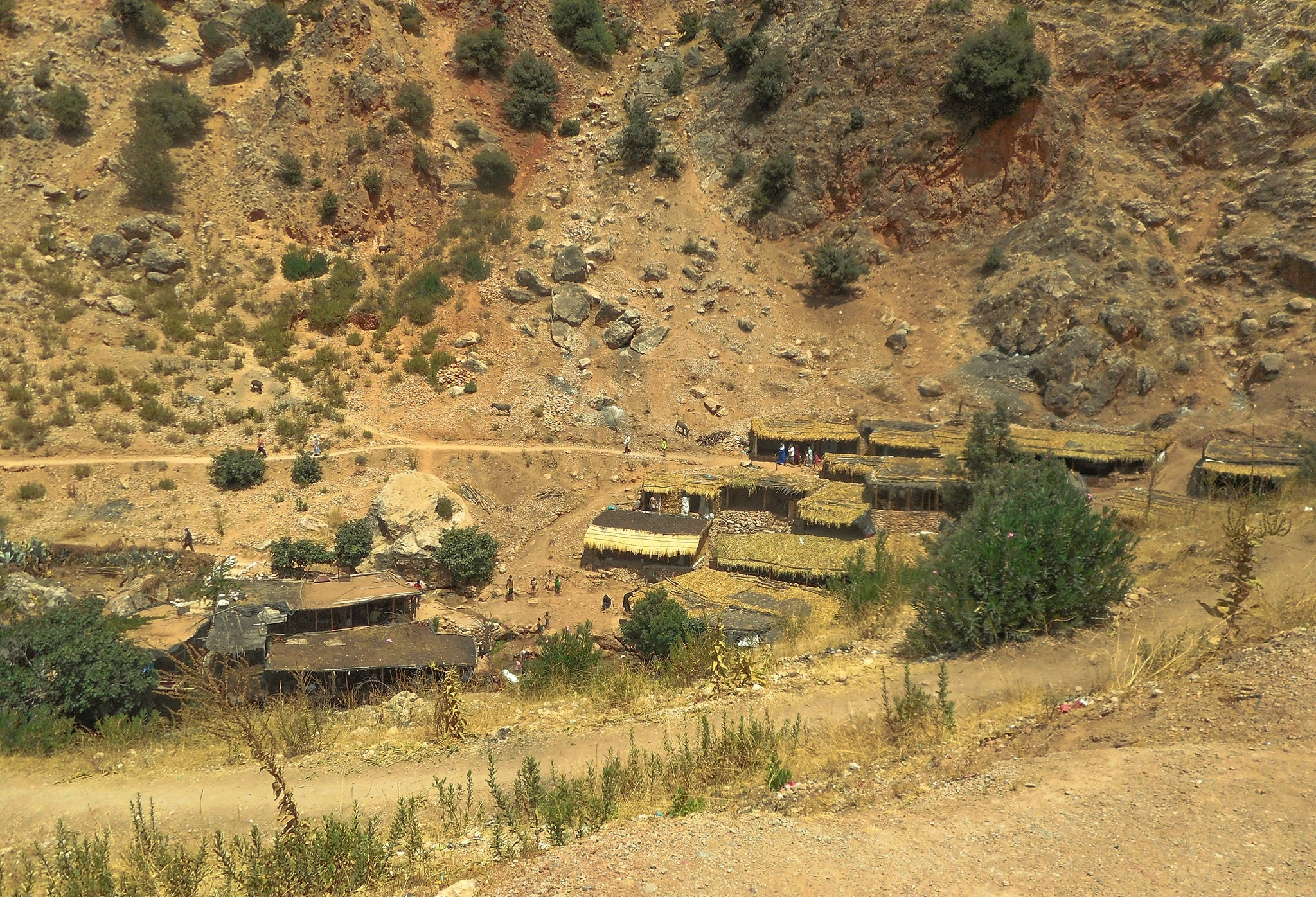
أكواخ على ضفاف عيون أم الربيع

تقع عيون أم الربيع بين مجموعة من المدن والقرى الجبلية مثل مدينة مريرت خنيفرة وأزرو وعين اللوح وزاوية إفران، تبعد عن مدينة خنيفرة بمسافة 46 كلم، وعن مدينة أزرو ب 57 كلم، وعن مدينة مريرت ب 29 كلم، وتقع على الطريق الإقليمية رقم 7311 السياحية، التي تمر على معالم طبيعية أخرى مثل بحيرة أكلمام أزيزا وبحيرة ويوان، وهي منطقة غابوية غنية بأشجار البلوط الأخضر والأرز الأطلسي بعمق الأطلس المتوسط.

## السياحة
تعتبر منطقة عيون أم الربيع مكانا سياحيا بامتياز، خاصة خلال فصل الصيف، حيث يعيش أغلب سكان المنطقة من القرى المجاورة على عائدات السياحة، إذا توجد بهذه المنطقة مجموعة من الفنادق والشقق المفروشة للكراء، وعدد كبير من المقاهي والمطاعم ومحلات بيع المنتجات التقليدية. في حين تم استغلال جنبات الوادي لإنشاء أكواخ مفروشة بالزرابي التقليدية يتم كرائها للمصطافين من أجل الاستجمام، كما يتم اعداد أكلة الطاجين التي تقدم مع الشاي المغربي. 

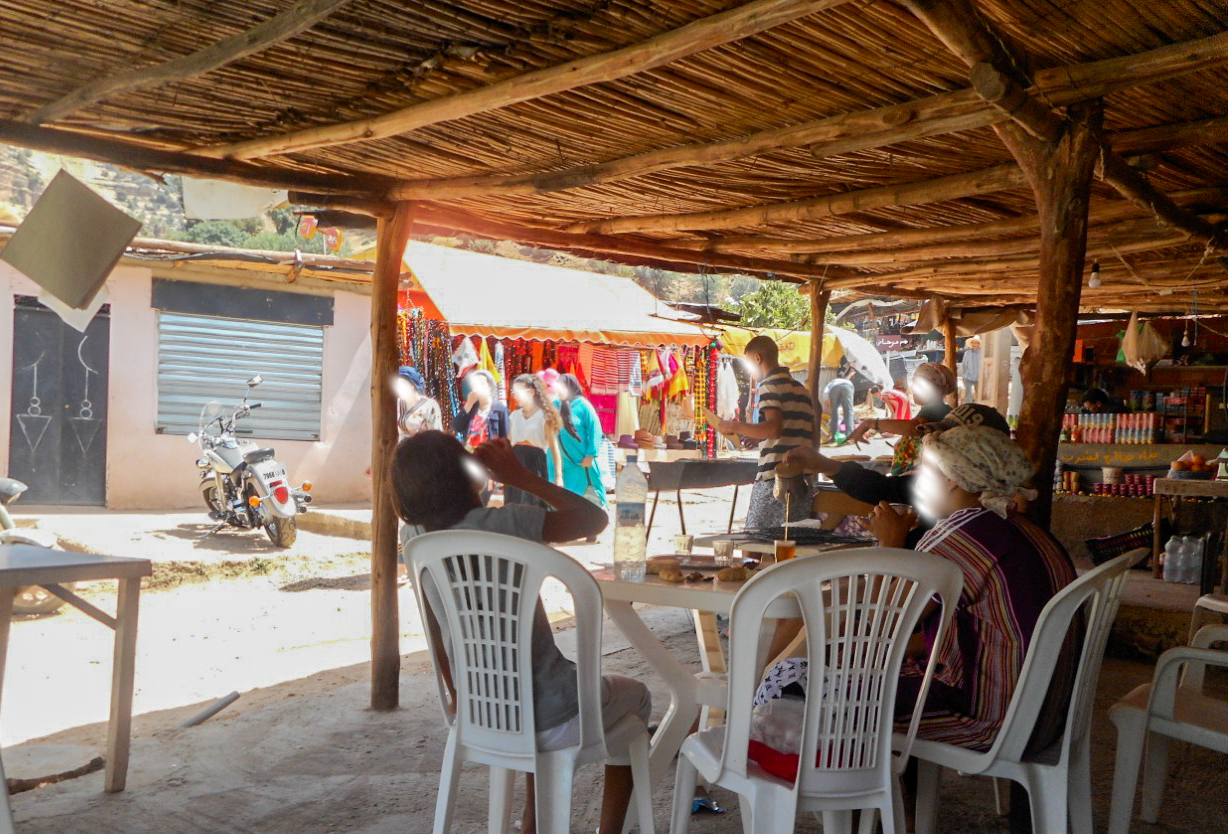
مقهى بمنطقة عيون أم الربيع خلال فصل الصيف

## الساكنة
تعتبر ساكنة منطقة عيون أم الربيع من أمازيغ الأطلس المتوسط، وتعتبر اللغة المنتشرة في المنطقة هي اللغة الأمازيغية، تليها الدارجة المغربية.

## الهيدرولوجيا
تضم المنطقة فرشة مائية غنية ذات مياه عذبة، لكن البنية الجيولوجية للمنطقة تضم مجموعة من الصخور الملحية، ترفع من نسبة ملوحة المياه التي تمر عبرها.

## معرض الصور

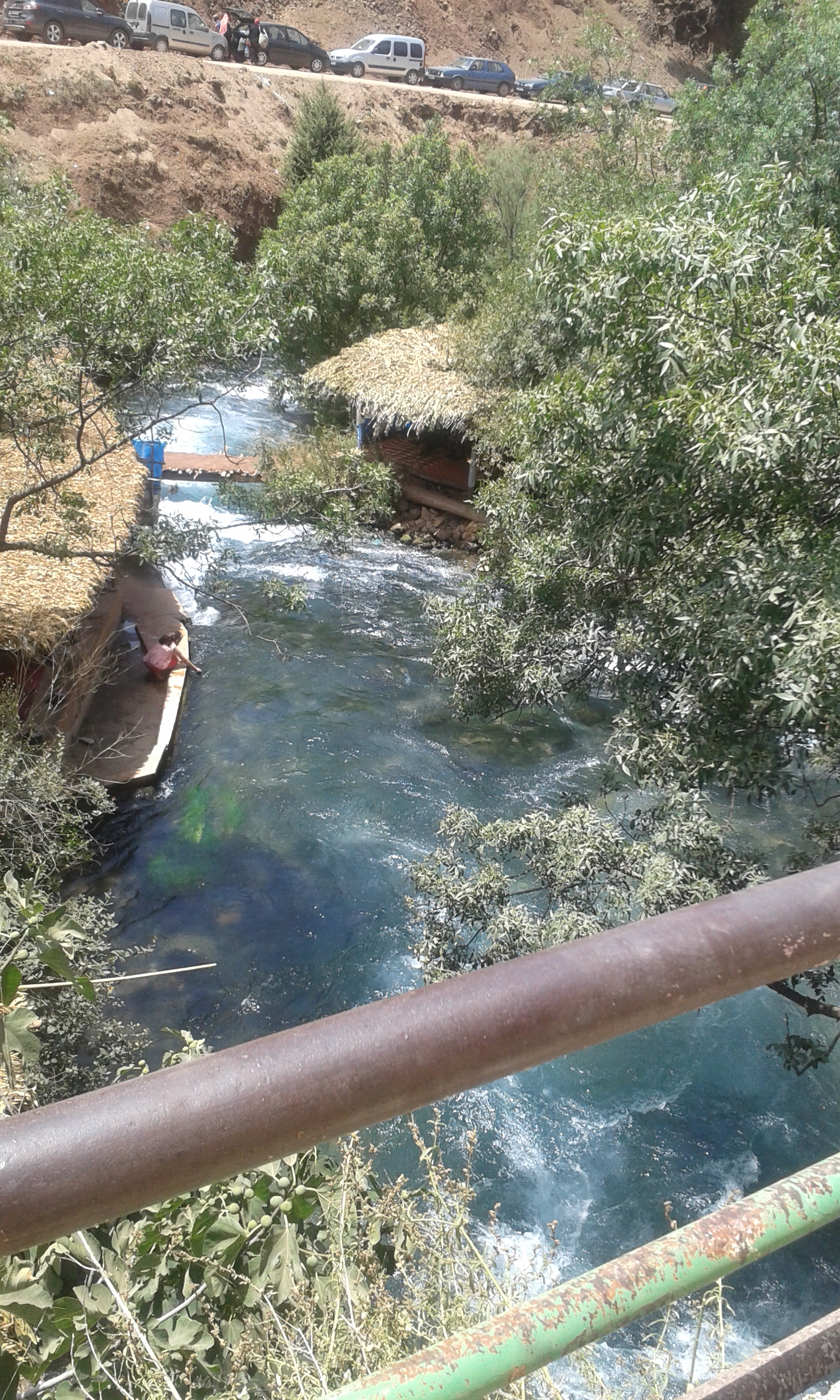
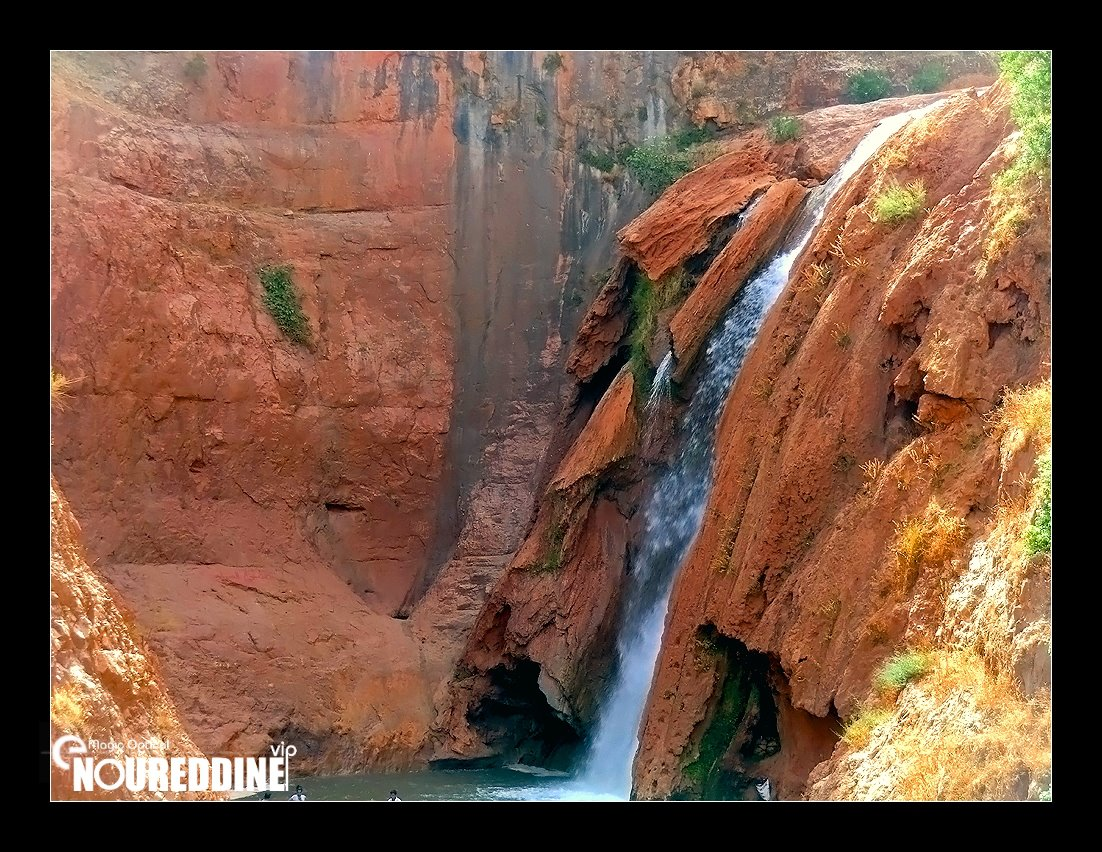
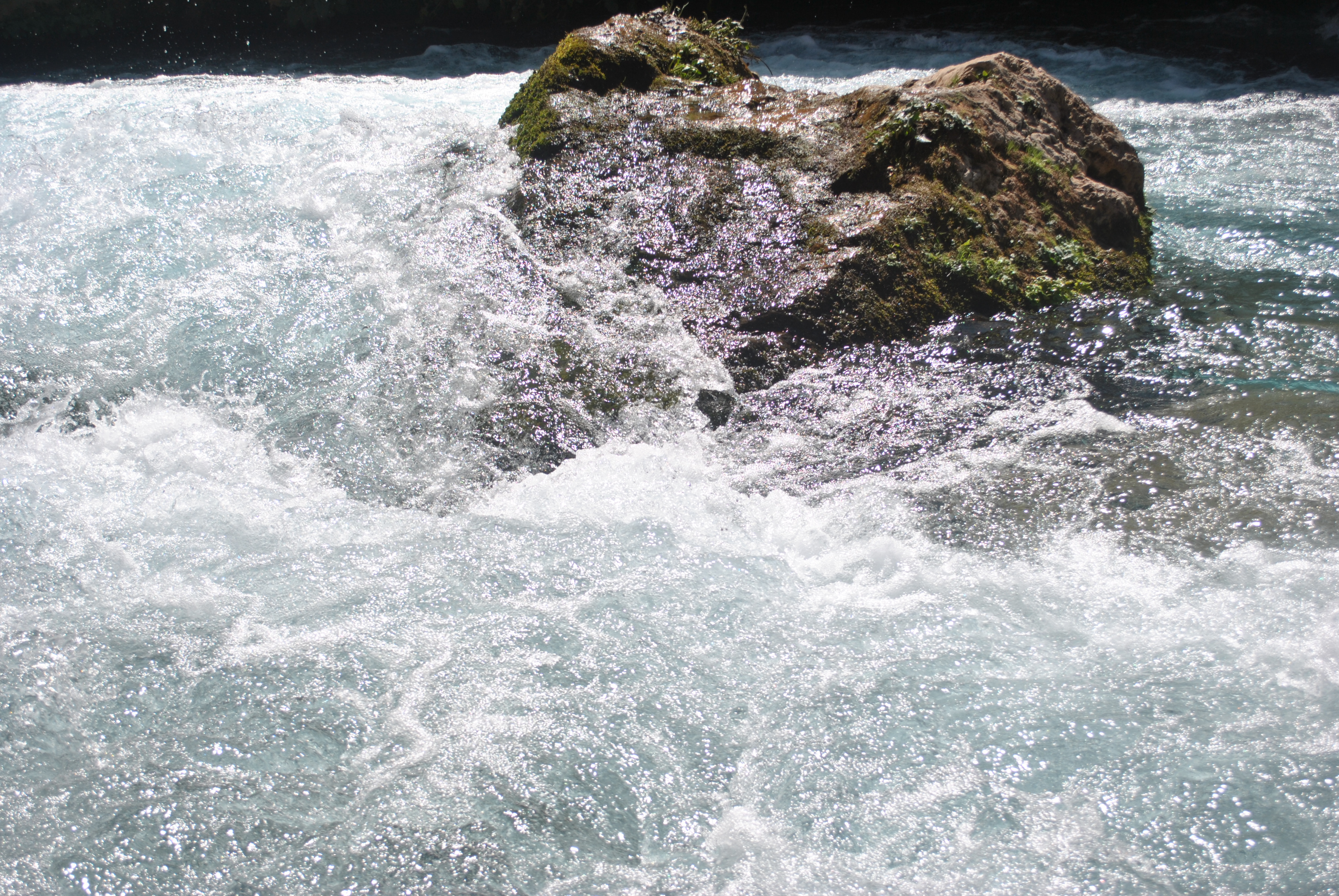
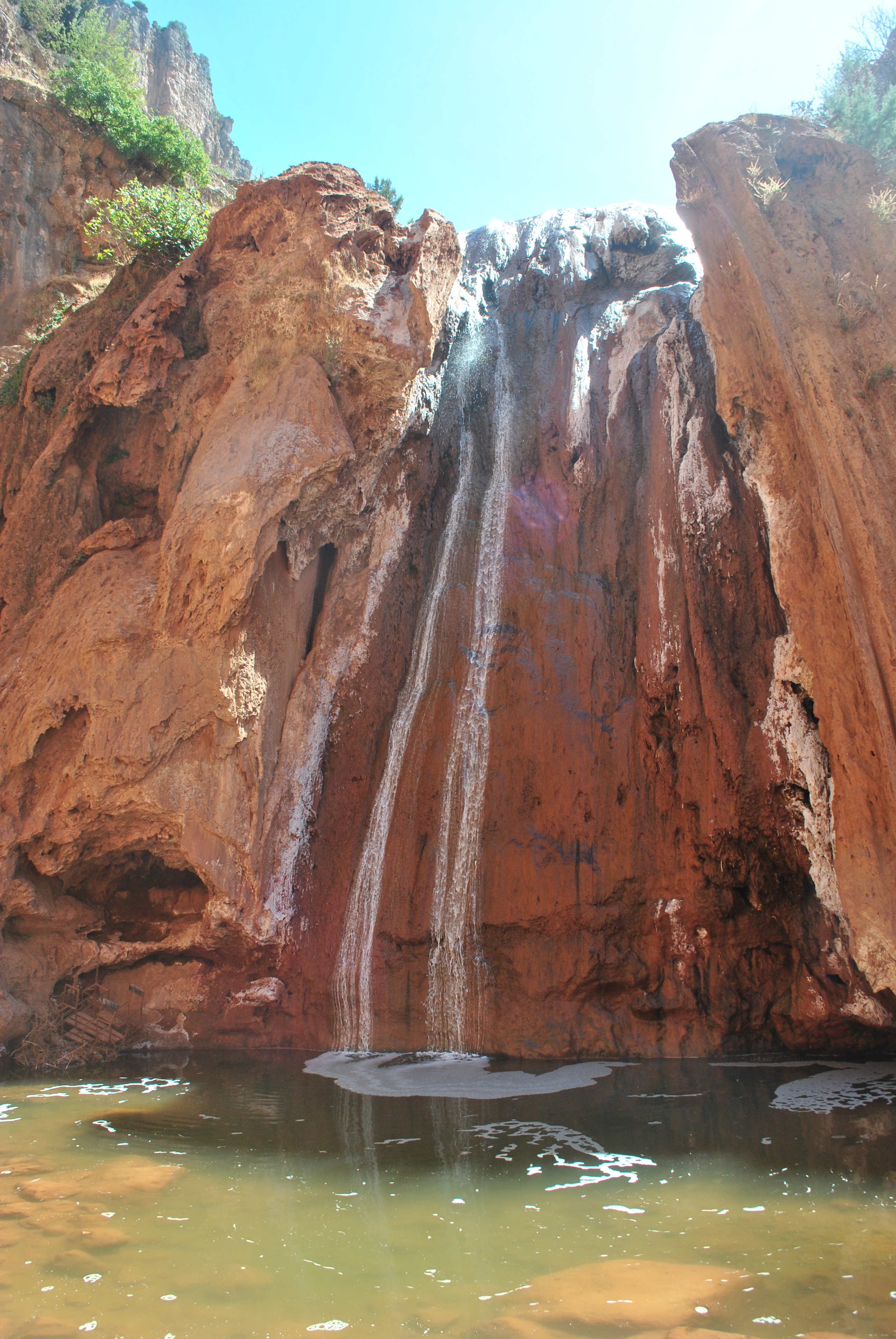
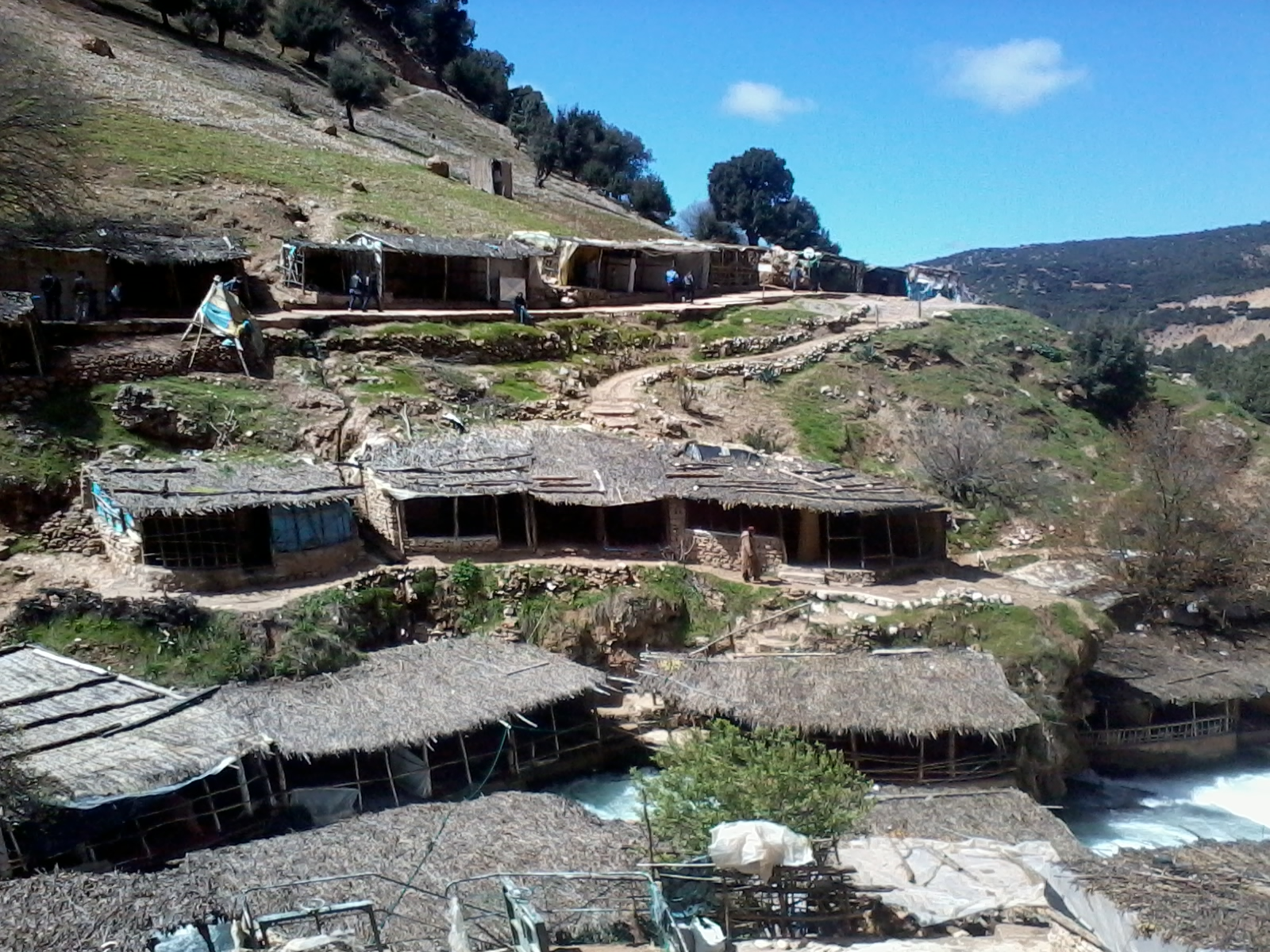
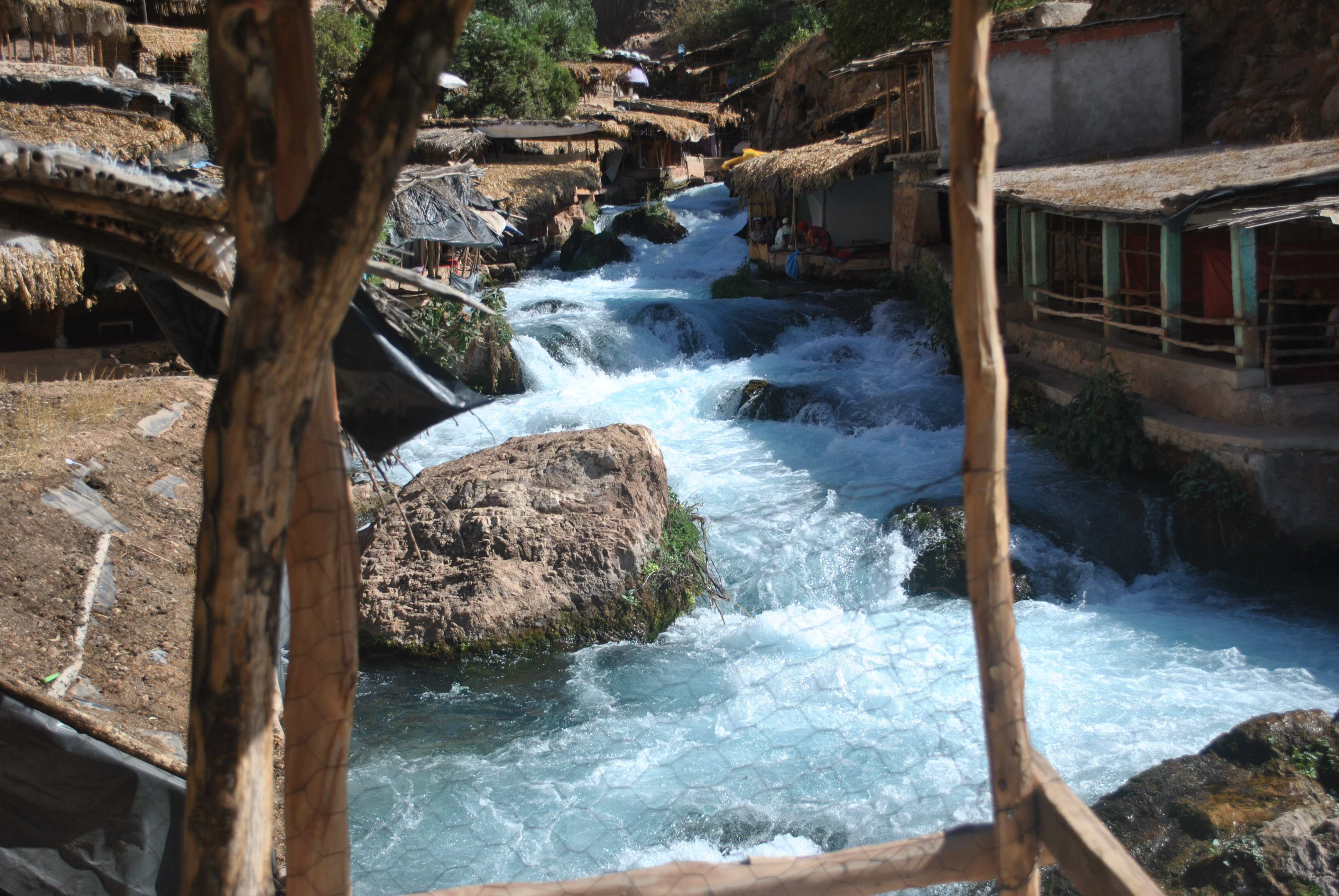
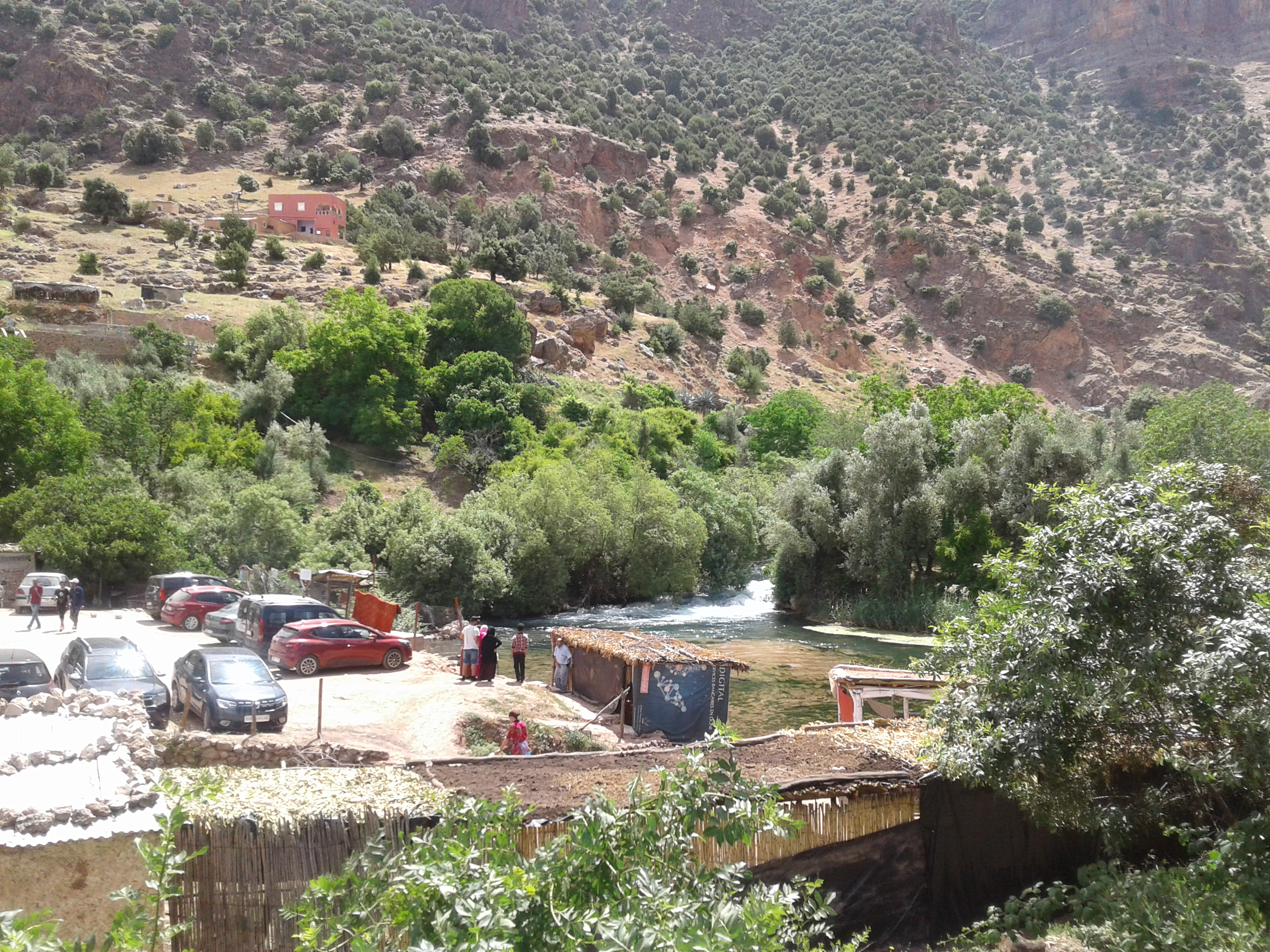
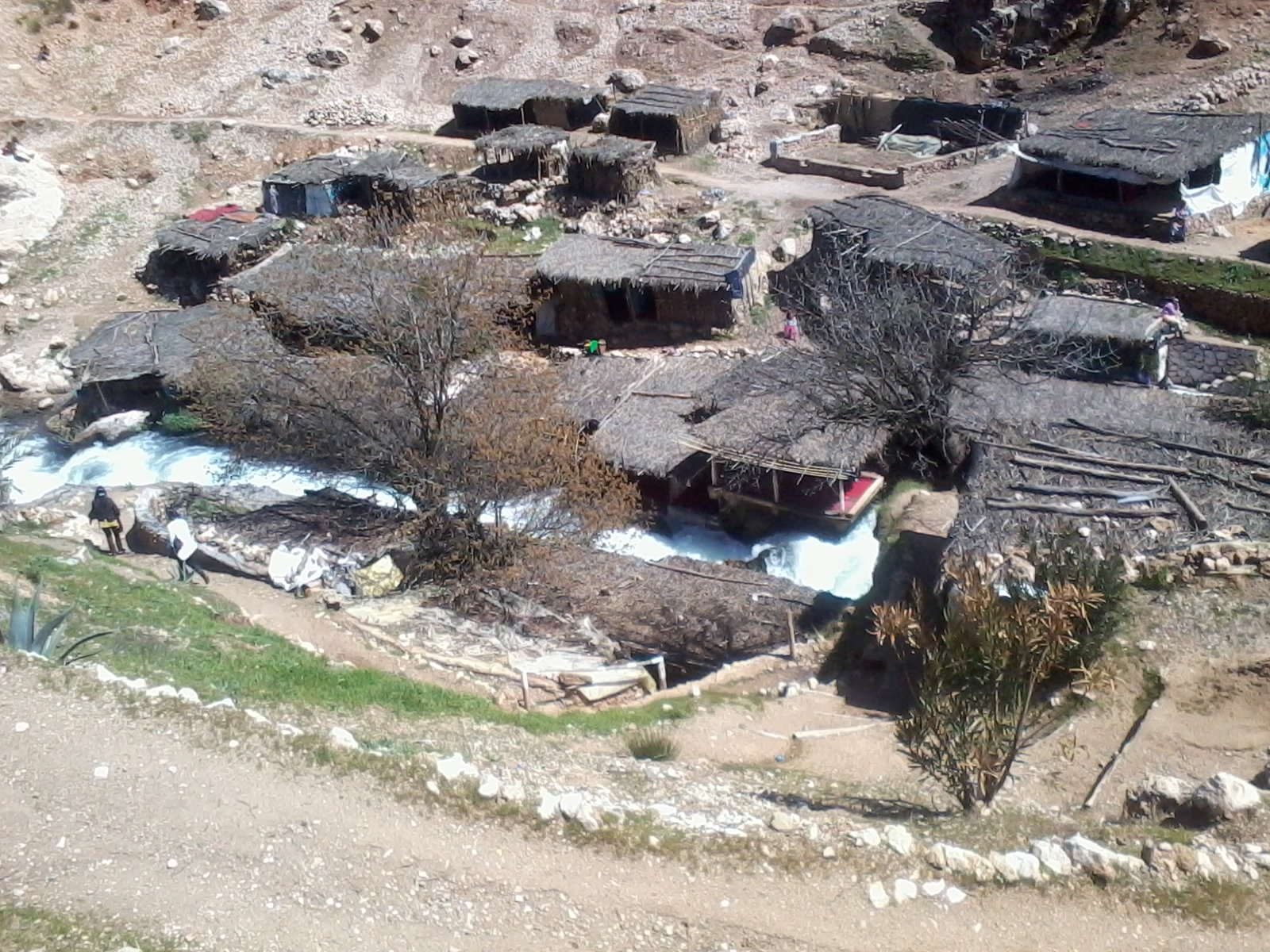
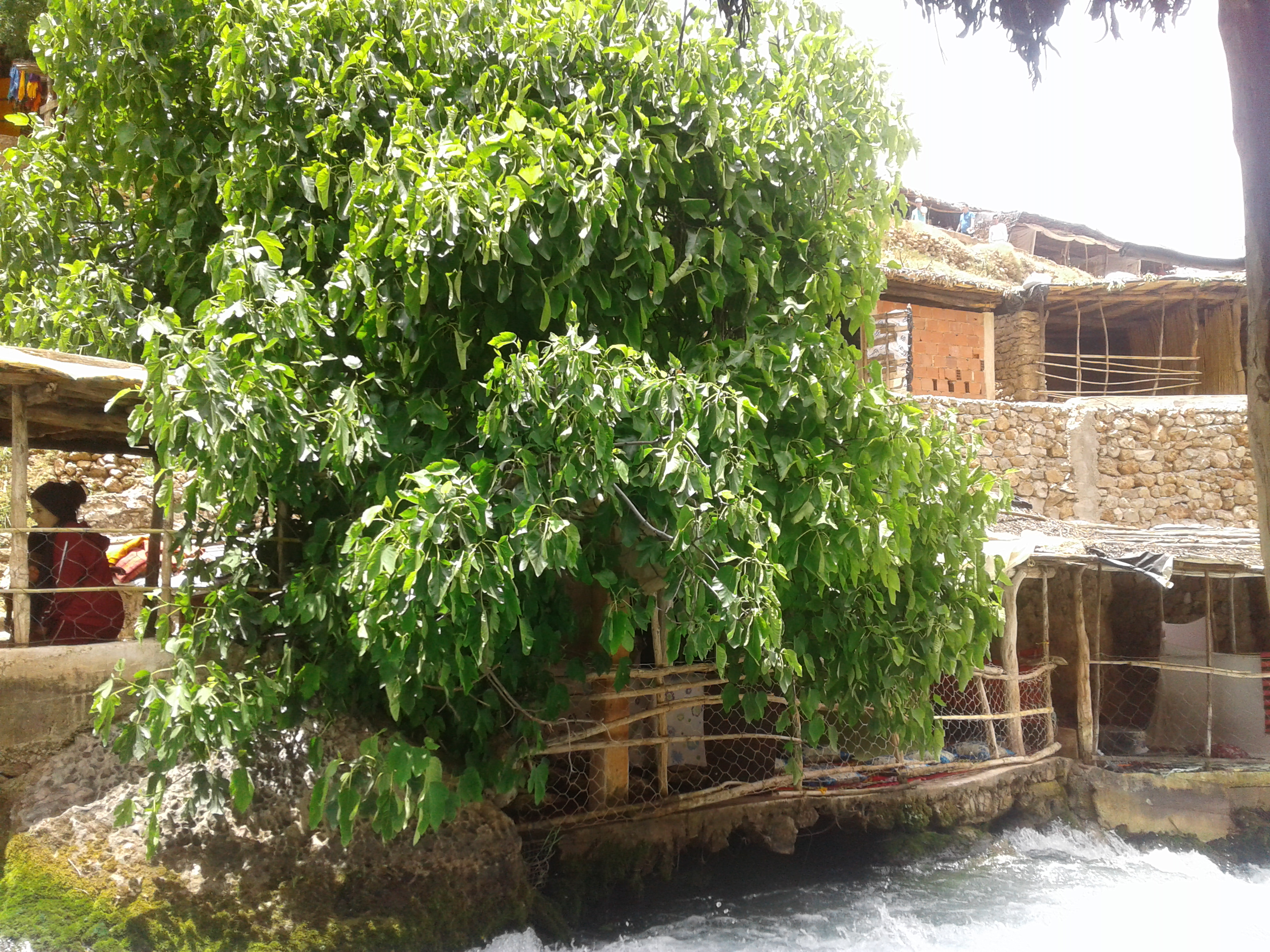
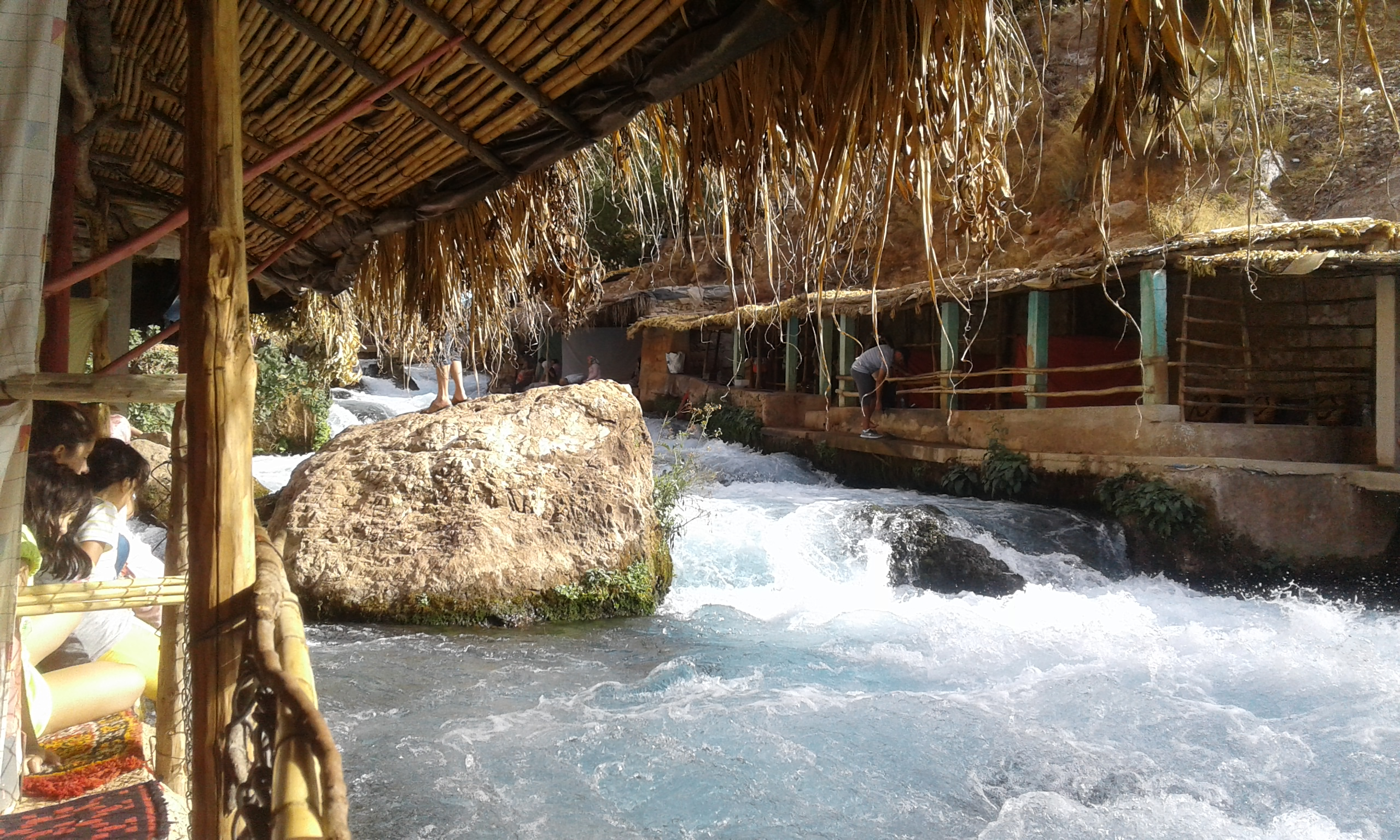
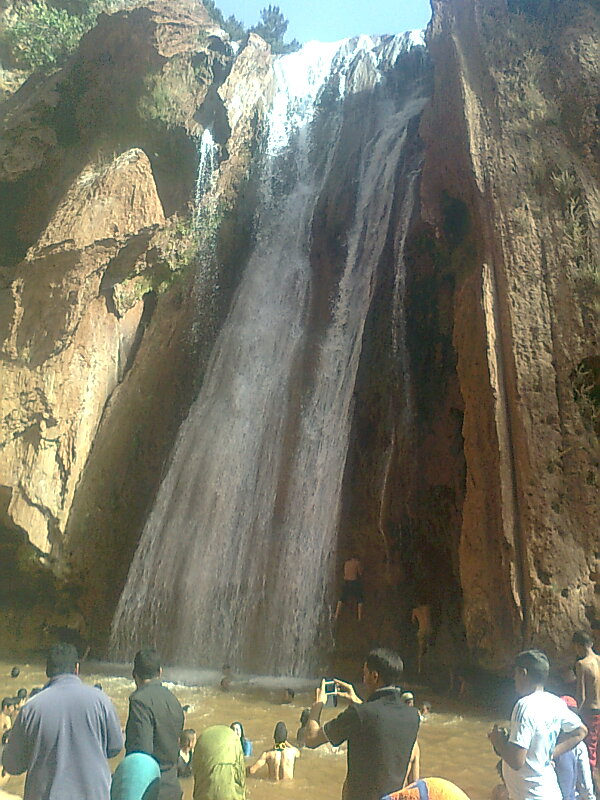
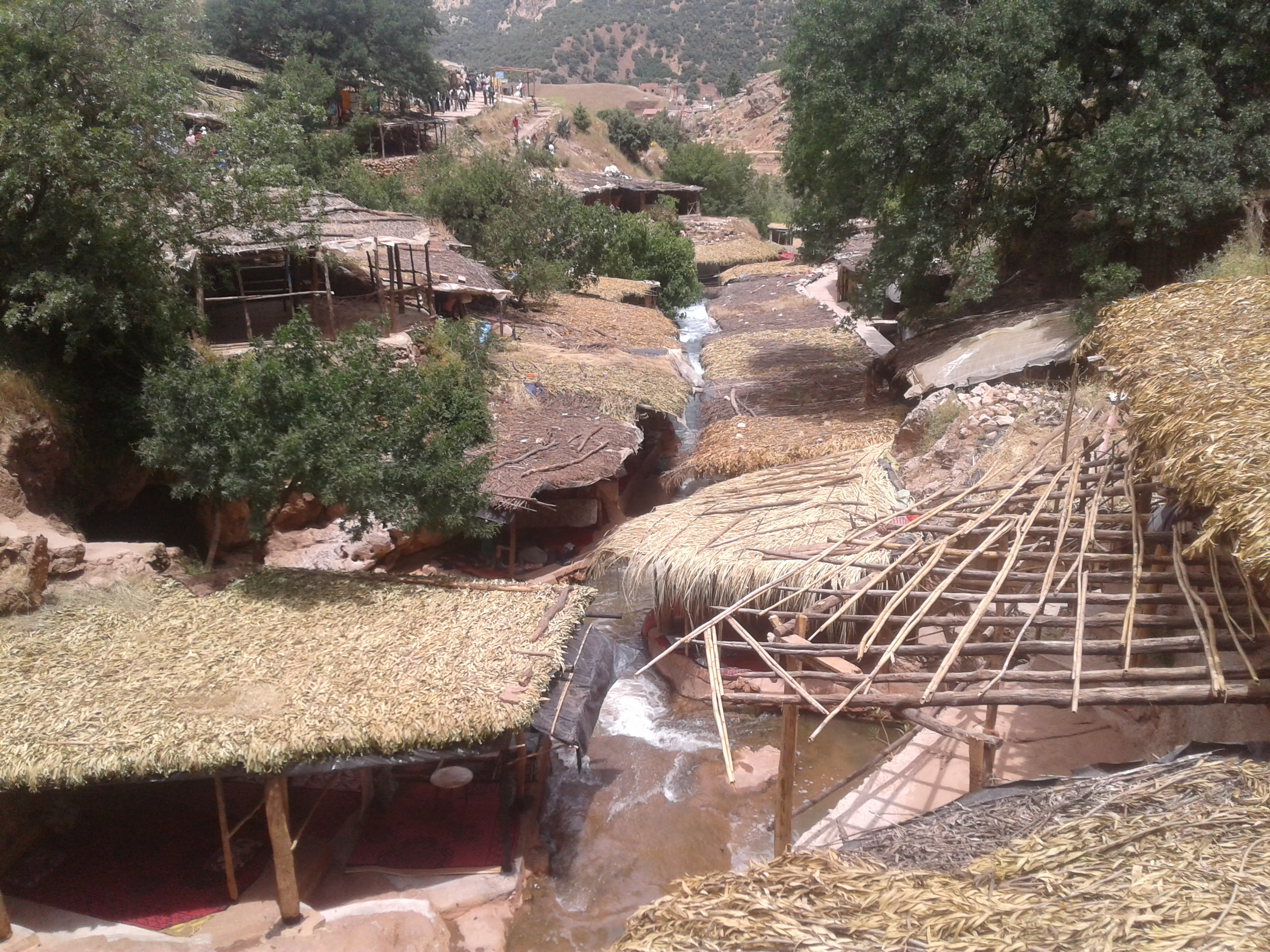
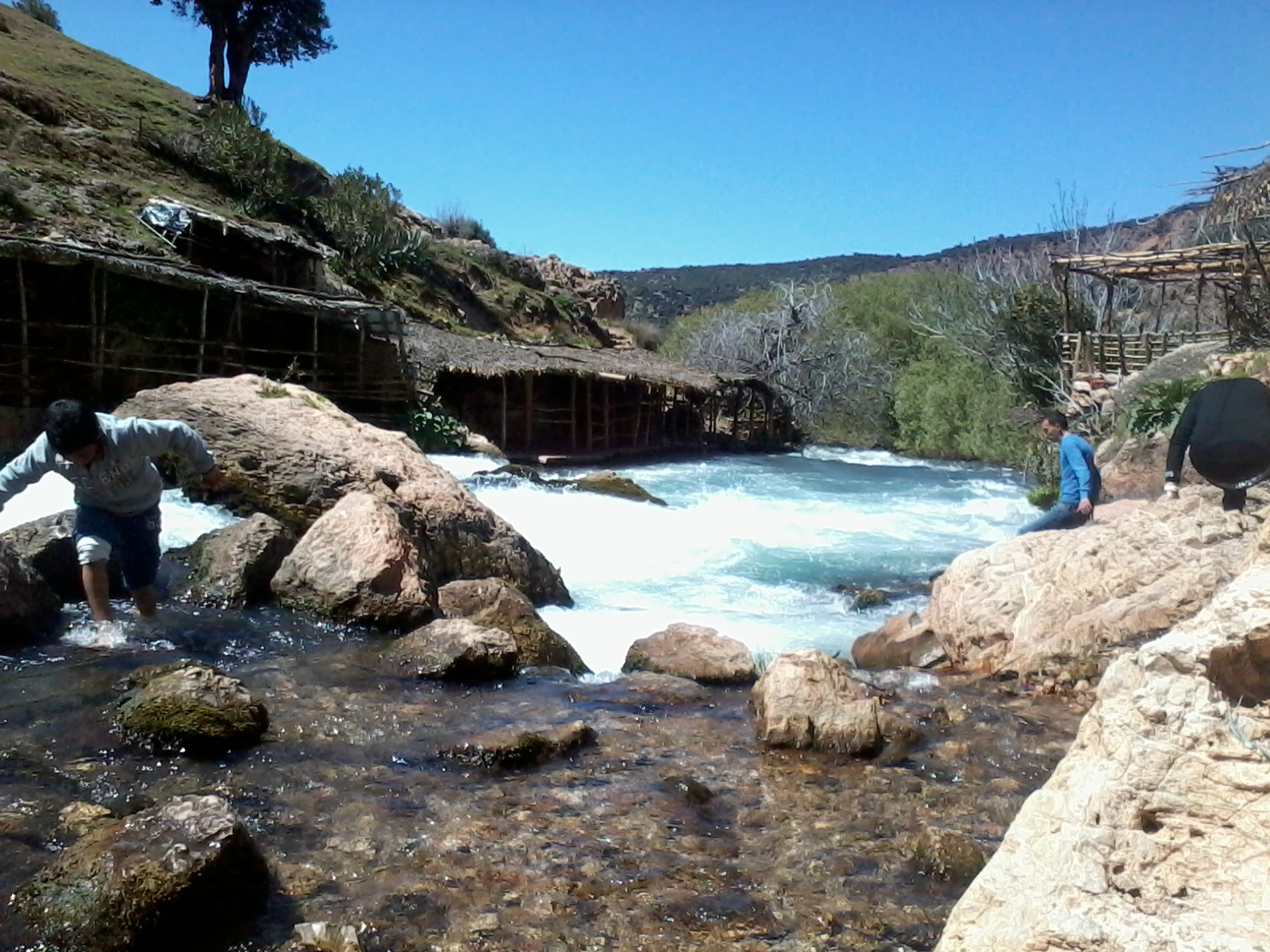
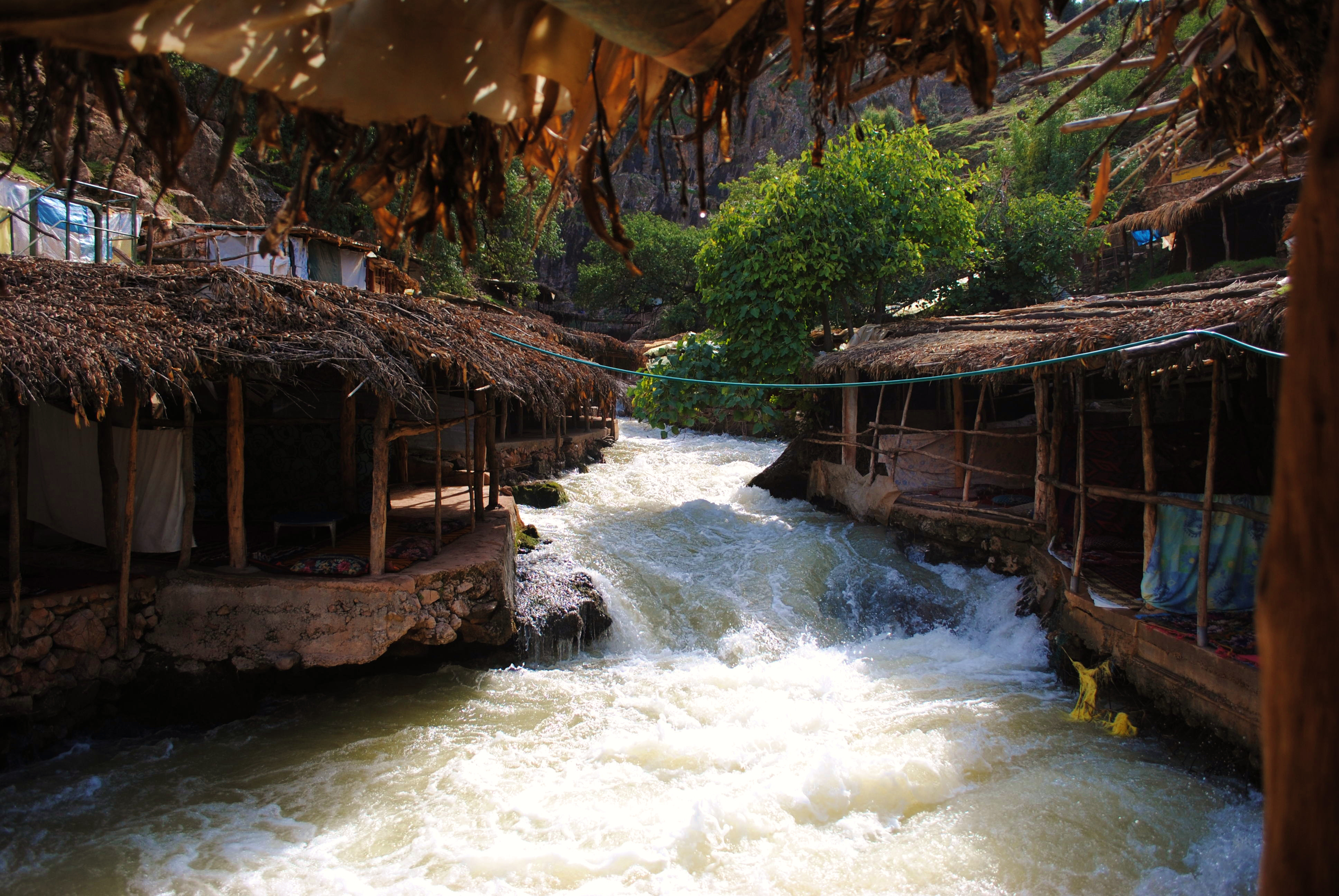
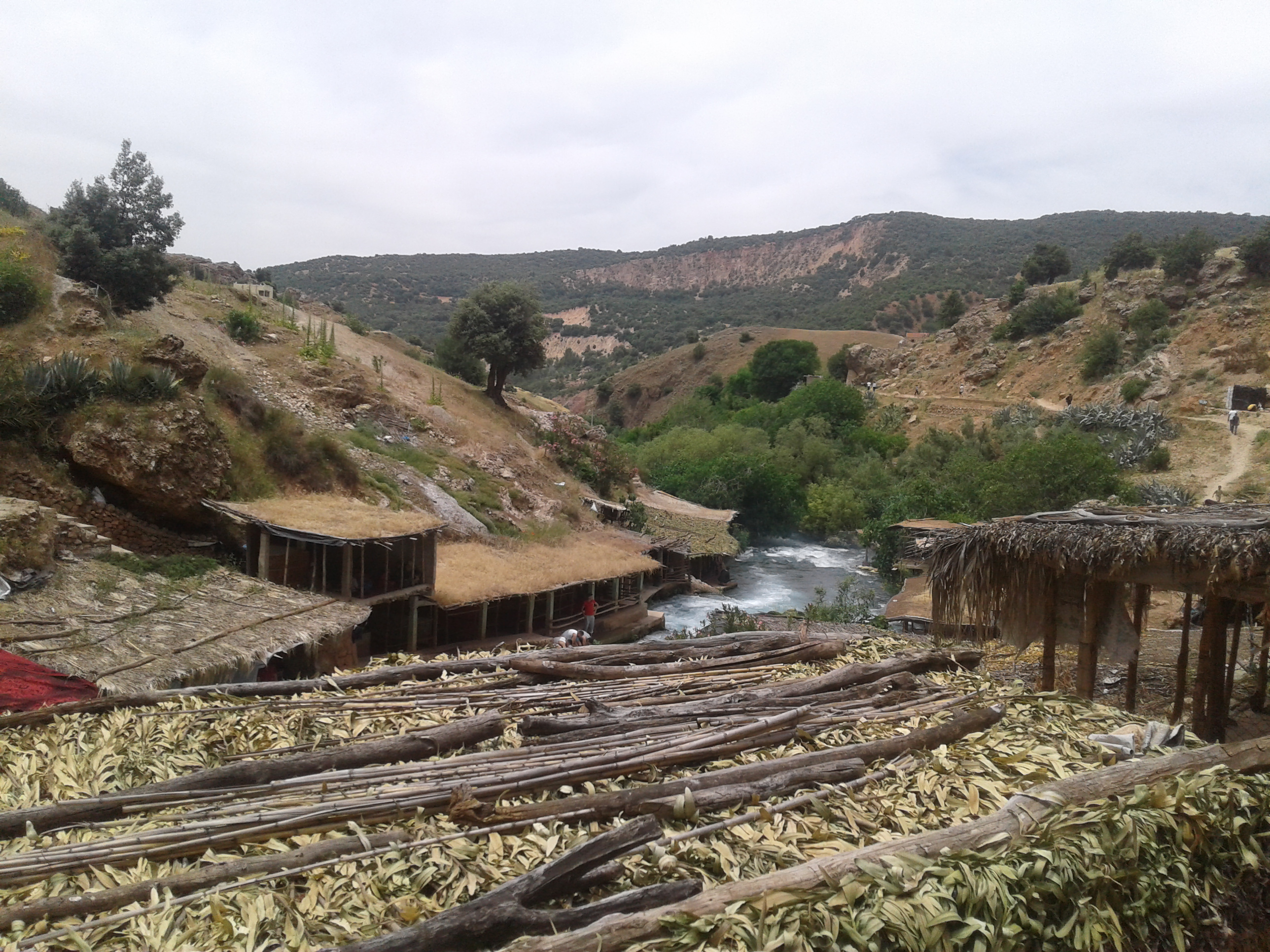
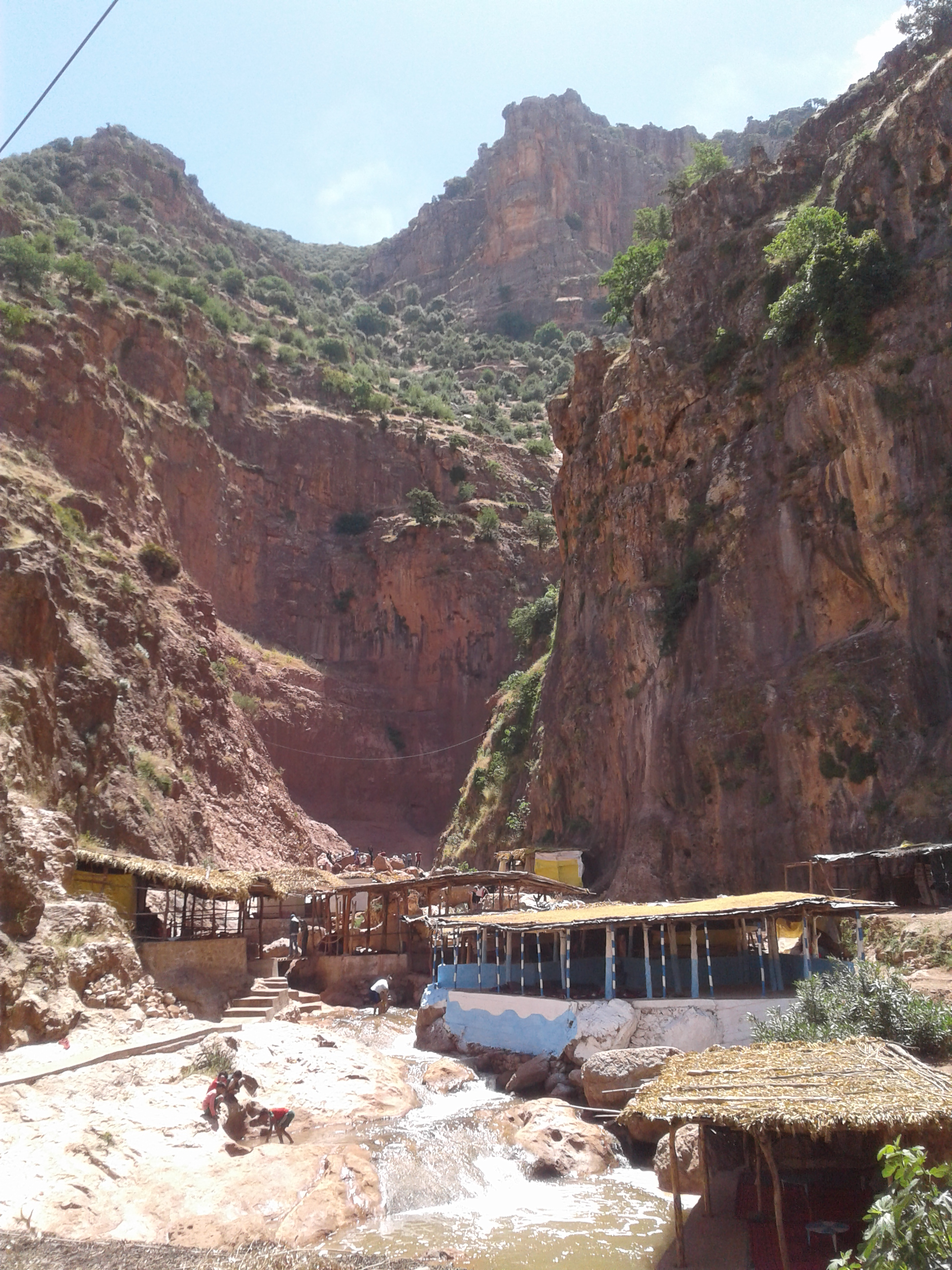
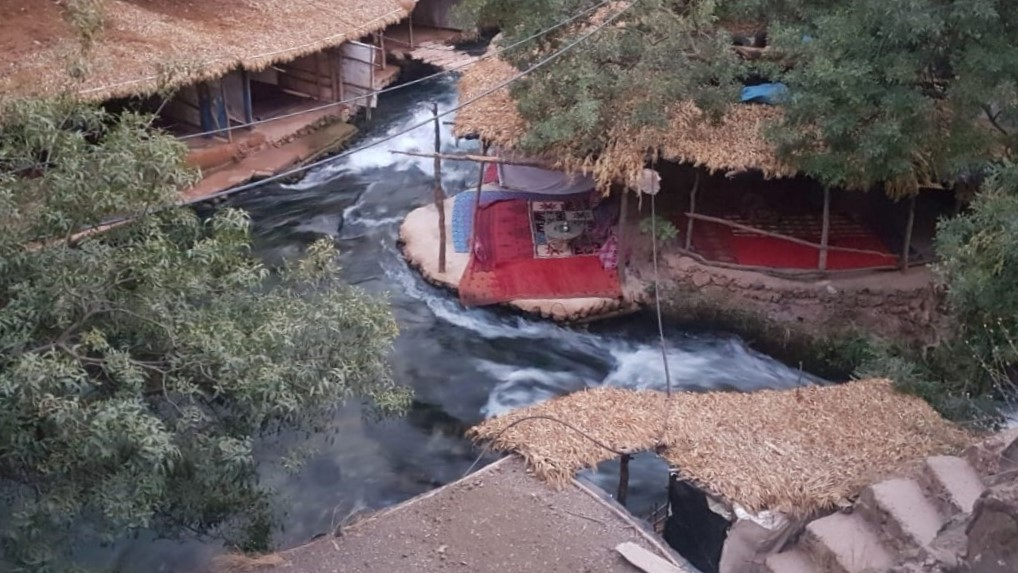
عيون أم الربيع